# مارسل ژواندو
مارسل ژواندو (به فرانسوی: Marcel Jouhandeau) نویسنده قرن نوزدهم میلادی اهل فرانسه بود.